# Can Calabrés
Can Calabrés és una masia de Maçanet de la Selva (Selva) inclosa a l'Inventari del Patrimoni Arquitectònic de Catalunya.

## Descripció
Immoble que consta de tres plantes: en la planta baixa, trobem quatre obertures: en el centre, un gran portal adovellat circular, de dovel·les de grans proporcions, flanquejat a banda i banda, per dues finesters rectangulars d'escassa importància. En l'extrem, trobem un portal d'arc de mig punt rebaixat, amb muntants de pedra, però només en un dels laterals. Pel que fa al primer pis o planta noble, trobem cinc obertures: la central, es tracta d'una finestra rectangular d'arc conopial lobulada, amb tractament de les impostes de l'arc, així com de l'ampit, flanquejada per dues petites obertures rectangulars, una de les quals és de llinda monolítica amb muntants de pedra i l'ampit treballat. Mentre que l'altra, tot l'emmarcament ha desaparegut. Esmentar, finalment en aquest primer pis, la presència de dues finestres subsidiàries irrellevants. Finalment, el segon pis, és projectat com a golfes, cobert per una teulada a vessant a laterals.
La masia va experrimentar una ampliació, a banda i banda, amb l'adosament d'unes dependències al sector dret, i una petita caseta en el sector esquerre.

## Història
Conegut abans de l'any 1531, segons un document del Mas Llorens, com Mas Foixà. A partir del 1500, el nom era Mas Serra de La Doma de Guàrdies, que és el que encara oficialment té, però, es conegué també durant el segle xviii com Mas Gelats i actualment com Can Calabrés. El primer propietari del qual es coneix el nom és Joan Serra, al 1630. Després, al 1868, en Pau Serra. En el 1708, és en Josep Serra Basarí. En l'any 1728, tenim a Josep Serra Buscastell. Després en foren propietaris a mitjans 1750, en Joan i en Miquel Gelas, pare i fill. Aquests ho varen vendre a la família Gruart, originària de Mallorca. Els primers Gruart que trobem, l'any 1787, són el Llorenç i en Mateu Gruart, pare i fill.
En l'any 1812, és Miquel Gruart. En el 1837, en Domènec Gruart, que es casà amb Maria Nadal, del Mas Vendrell. Més tard, ho va heretar el fill Joan Gruart Nadal, casat amb Maria Illa Vila, originària del Molí de la Rupit. En l'any 1930, n'era propietari en Joan Gruart Illa, casat amb Dolors Feliu Forest, de Pineda. Després ho va heretar el seu fill, Joan Gruart Feliu, casat amb Mercè Argelés Poch, de la veïna casa Can Badià. L'any 1963, aquests es vengueren la finca i marxaren a viure a Santa Sussana.
A finals dels anys vuitanta, era propietari en Miquel Serra i Coromines, que era el que cultivava les terres tot i que no hi vivia. Els qui tenien el domini directe de la propietat, la família Oms hisendats de Blanes, establiren gran quantitat de terrenys en censos a gran part del veïnat de Coma Juliana, en els quals s'hi edificaren gran nombre de cases de pagès o que són les que avui dia formen l'esmentat veïnat de Coma Juliana. Els senyors útils tenien l'obligació de cedir una habitació de la casa a la família Oms per cobrar-hi anualment els censos. Agregada a la casa, hi ha una edificació petita anomenada Ca la Rosa, que era propietat de la família Parera, que edificà més tard una casa nova anomenada Ca l'Escaballat, coneguda com a Cala Rosa, que està situada a un on tros de Can Calabrés. Aquesta petita edificació va ser comprada a finals del 1800 per en Joan Gruart Nadal. Pels voltants del Turó de Puigmarí, hi havia una casa anomenada “Els casalos d'en Calabrés”, que va ser habitada fins al final del segle xix per un home que vivia sol i que es dedicava als treballs del bosc, amb el qual es guanyava la vida. Aquesta finca, a finals dels anys vuitanta del segle xx, era de l'antic propietari de Can Calabrés, en Joan Gruart Feliu.